# Жанааульський сільський округ (Жетисайський район)
Жанаау́льський сільський округ (каз. Жаңаауыл ауылдық округі, рос. Жанааульский сельский округ) — адміністративна одиниця у складі Жетисайського району Туркестанської області Казахстану. Адміністративний центр — село Атаконис.
Населення — 16959 осіб (2021; 14380 у 2009, 11098 у 1999, 9984 у 1989).
Станом на 1989 рік існувала Тельманська сільська рада (села 22 Партз'їзду, Тельманське) Джетисайського району, села Гвардійське перебувало у складі Інтернаціональної сільської ради, села Красна Звєзда та Мікоян — у складі Каракайської сільської ради, село Женіс — у складі Новосельської сільської ради. 1993 року було утворено Жанааульський сільський округ та Тельманівський сільський округ, 1997 року ці округи були об'єднані в один — Жанааульський, до його складу також увійшли село Гвардійське Інтернаціонального сільського округу, села Интимак та Красна Звєзда Каракайського сільського округу. 2023 року до складу Жетисайської міської адміністрації передано 0,74 км², до складу Достицького сільського округу Мактааральського району передано 1,88 км², зі складу Достицького сільського округу Мактааральського району включено 0,96 км².

## Склад
До складу округу входять такі населені пункти:
| Населений пункт | Колишні назви                                      | Населення, осіб (1989) | Населення, осіб (1999) | Населення, осіб (2009) | Населення, осіб (2021) |
| --------------- | -------------------------------------------------- | ---------------------- | ---------------------- | ---------------------- | ---------------------- |
| Абдіхалик, село | отділення № 2 совхоза Красна Звєзда, Красна Звєзда | 1175                   | 1244                   | 1672                   | 1533                   |
| Атаконис, село  | XXII Партз'їзд, 22 Партз'їзду                      | 1857                   | 1954                   | 2513                   | 2533                   |
| Жанаауил, село  | Тельманське                                        | 1805                   | 2008                   | 2192                   | 2712                   |
| Интимак, село   | Мікоян                                             | 3095                   | 4103                   | 5384                   | 7614                   |
| Карой, село     | Женіс                                              | 1300                   | 956                    | 1165                   | 1370                   |
| Мирзашол, село  | Гвардійське                                        | 752                    | 833                    | 1454                   | 1197                   |